# Felizberto Tavares
Felisberto Rodrigues Tavares (Cristópolis, Bahia, 24 de maio de 1971) é um político brasileiro filiado ao Podemos (PODE)
É atualmente Vereador em seu 2° Mandato, pelo Podemos (PODE), vice-presidente da Comissão do Meio Ambiente e da Comissão de Habitação, Urbanismo e Ord. Urbano e Diretor da força sindical de Goiás..

## Biografia[2]
Nasceu em Cristópolis, interior do estado da Bahia, mudou-se para Goiânia em 1979 acompanhado de sua família. Teve sua infância muito humilde, abaixo da linha da pobreza, com as dificuldades enfrentadas pela família começou a trabalhar como engraxate e entregador.
Reside na Região Leste de Goiânia, morando por vários anos em áreas de risco. Graduou-se em Direito, licenciou-se em Geografia, especializando-se em Meio Ambiente, Trânsito, Transporte, Política e Estratégia, estudou Física e Filosofia, presidiu o Sindicato dos Policiais Rodoviários Federais por 2 mandatos e é PRF há 20 anos. Foi um dos fundadores da Central Sindical Força Sindical de Goiás, em 2007.
Candidatou-se pela primeira vez em 2010 a Deputado Estadual obtendo 9476 votos, não sendo eleito.
Em 2012 foi eleito Vereador com 4963 votos pelo PT.
Foi secretário Municipal Secretário Municipal de Transito, Transporte e Mobilidade de Goiânia de janeiro de 2017 até maio do mesmo ano.
Atualmente é Vice-presidente da Comissão do Meio Ambiente e da Comissão de Habitação, Urbanismo e Ord. Urbano, Diretor da força sindical de Goiás. Também é membro das Comissões: Mista e da Segurança Pública e Patrimonial. É diretor de Políticas Públicas da Central Sindical Força Sindical Goiás. Foi conselheiro de administração da cooperativa de crédito dos policiais federais e demais servidores públicos federais – Federal CRED. Apesar de não ter sido eleito Deputado Estadual nas eleições de 2014, teve uma expressiva votação, com 13.454 votos.